# Agyness Deyn
Agyness Deyn (IPA: [ˈæɡnɨs diːn]), pseudonimo di Laura Michelle Hollins (Failsworth, 16 febbraio 1983), è una supermodella, attrice e musicista britannica.

## Biografia
Nasce nel 1983 a Failsworth, Greater Manchester. Sua madre è un'infermiera. Ha una sorella più piccola, Emily, e un fratello più grande, Greg. Ha frequentato la All Saints RC High School.
Il suo "nome d'arte" sembra sia stato scelto dalla modella dopo aver consultato un amico della madre, esperto di numerologia, il quale la informò riguardo al "fortuito spelling del nome "Agnes". Sembra che la madre e la sorella abbiano entrambe cambiato il loro cognome in Deyn, e che Lorraine abbia anche cambiato la "I" del suo nome in "Y".
La vita lavorativa di Agyness comincia all'età di 13 anni come cameriera part-time in un negozio di fish & chips a Ramsbottom. Nel 1998 lavora al Village Chippy e qui incontra e stringe amicizia con Henry Holland, fondatore della casa di moda House of Holland.

### Moda
Nel 1999, all'età di 16 anni, vince la gara "Face of '99" indetta dal Rossdale Free Press. Si trasferisce a Londra e firma un contratto con l'agenzia di moda Models 1.
La sua carriera decolla nel 2006, quando diventa testimonial della linea Blugirl di Blumarine. Viene fotografata sulle copertine di riviste come Vogue Italia e sfila a New York, Londra, Milano e Parigi per molte importanti case di moda tra cui Marc Jacobs, Dolce & Gabbana, Hermès, Versace, Burberry, Moschino, John Galliano, Trussardi e molte altre. Inoltre nell'ottobre dello stesso anno apre la sfilata che festeggia il 30º anniversario della maison Jean Paul Gaultier.

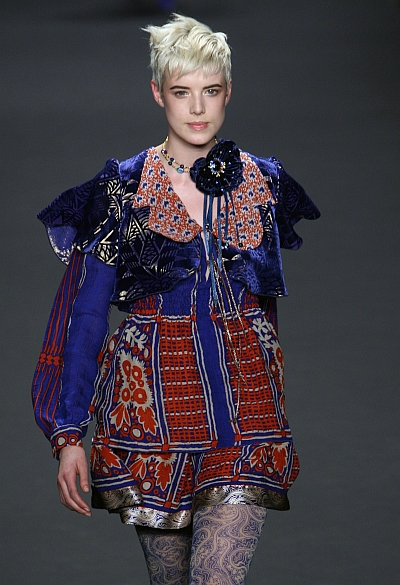
Agyness Deyn alla sfila di Anna Sui nel febbraio 2008.

Nel maggio 2007 compare sulla copertina di Vogue accanto a Doutzen Kroes, 
Caroline Trentini, Raquel Zimmermann, Sasha Pivovarova, Jessica Stam, Coco Rocha, Hilary Rhoda, Chanel Iman e Lily Donaldson. La Deyn e le altre modelle sono state scelte per la copertina dalla direttrice della rivista Anna Wintour che le nomina "supermodelle di nuova generazione".
Continua a sfilare nelle capitali della moda per alcune grandi firme, tra cui Versace, Jean Paul Gaultier, Burberry, Dolce & Gabbana, Chanel, Christian Dior, Moschino, Hermès, Ralph Lauren, Donna Karan, Alberta Ferretti, Roberto Cavalli, Blumarine, Alessandro Dell'Acqua, John Richmond, Marc Jacobs, Oscar de la Renta, Narciso Rodriguez, John Galliano, Karl Lagerfeld, Missoni, Max Mara, Lanvin, Zac Posen, Giorgio Armani, Tommy Hilfiger, Etro, Emilio Pucci, Bottega Veneta, Belstaff, Luella, Giles.
Compare anche sulle copertine di Vogue, Observer Woman, Sunday Times Style, di Pop, Grazia, Time: Style & Life, Numéro, Dazed e numerose altre testate internazionali. La Deyn appare anche in varie campagne pubblicitarie internazionali per case di moda come: Anna Sui, Burberry, Cacharel, Gianfranco Ferré, Giorgio Armani, Paul Smith, Vivienne Westwood solo per citarne alcune.
Negli ultimi anni 2000 stipula contratti prestigiosi, prestando il proprio volto anche per le fragranze The Beat di Burberry e Ma Dame di Jean-Paul Gaultier (per le quali sono stati girati due celebri spot televisivi con la top model), per la linea "Gold" di Giles Deacon (rimpiazzando Drew Barrymore), Shiseido (rimpiazzando Angelina Jolie), e per la griffe House of Holland del suo amico d'infanzia Henry Holland.
Nel maggio 2008 è l'editrice ospite della rivista i-D. Il numero prodotto con la sua collaborazione è dedicato a lei, e contiene articoli scritti da e riguardanti la stessa Deyn. Vi sono anche interviste che la modella conduce con esponenti del mondo della moda come Vivienne Westwood. Nello stesso anno firma un contratto come testimonial delle sneakers Reebok. Nel 2009 compare sulla copertina di marzo di Vogue Brasil e W Korea.
La Deyn ama indossare spesso anfibi Dr. Martens, di cui si dichiara una accesa sostenitrice, tanto da esserne divenuta la testimonial ufficiale ed essere apparsa nella campagna pubblicitaria del marchio di scarpe britannico.

### Musica
La modella presta la propria voce per il singolo Who dei Five O'Clock Heroes e appare anche nel video della canzone, la quale però non ottiene una critica positiva dalla prestigiosa rivista musicale NME, che gli concede solo 2 punti su una scala da 1 a 10. Ha fatto parte dell'ormai defunta band Lucky Knitwear, tuttavia ha già formato una nuova band, i Gene Jacket insieme agli amici Jackson Pollis e Alanna Masterson.
Viene inoltre fatto un chiaro riferimento alla sua persona nel brano Agyness Deyn del produttore di musica elettronica Larry Tee. Il brano è contenuto nell'album Club Badd del 2009, pubblicato da Ultra Records.

### Cinema
Nel 2010 ha debuttato come attrice nel cortometraggio ambientato negli anni trenta Mean to Me di Peter McCough, proiettato alla galleria d'arte Chein & Read Gallery di New York e alla Kunsthalle di Vienna.
In seguito ha interpretato Aphrodite nel film Scontro tra titani (2010), cui hanno fatto seguito Acid Burn (2010), Here e Pusher (2012).

### Vita privata
Nel giugno 2012 ha sposato l'attore statunitense Giovanni Ribisi, dal quale si è separata nei primi mesi del 2015.
Agyness Deyn ha un piercing al capezzolo destro.

## Filmografia

### Cinema
- Scontro tra titani (Clash of the Titans), regia di Louis Leterrier (2010)
- Pusher, regia di Luis Prieto (2012)
- Electricity, regia di Bryn Higgins (2014)
- Sunset Song, regia di Terence Davies (2015)
- The White King, regia di Alex Helfrecht e Jorg Tittel (2016)
- Ave, Cesare! (Hail, Caesar!), regia di Coen brothers (2016)
- The Titan, regia di Lennart Ruff (2018)
- Paziente zero (Patient Zero), regia di Stefan Ruzowitzky (2018)
- Her smell, regia di Alex Ross Perry (2019)

### Televisione
- Hard Sun – serie TV, 6 episodi (2017)

### Cortometraggi
- Mean To Me, regia di David McDermott e Peter McGough (2010)
- Acid Burn, regia di Matt Greenhalgh (2010)
- Woodkid: Iron, regia di Woodkid (2011)
- Here, regia di Luca Guadagnino (2012)

## Doppiatori italiani
- Federica De Bortoli in Hard Sun
- Benedetta Ponticelli in Paziente zero

## Campagne pubblicitarie
- Adidas
- Armani Jeans
- Blugirl by Blumarine
- Burberry
- Burberry "The Beat" fragrance
- Cacharel
- Calvin Klein "CK One" fragrance
- Dr. Martens
- Emporio Armani underwear
- Garet Pugh
- GFF by Gianfranco Ferré
- Giorgio Armani
- Giorgio Armani eyewear
- Gold by Giles Deacon
- Jean Paul Gaultier "Ma Dame" fragrance
- John Galliano
- Moussy
- Mulberry
- Paul Smith
- Printemps
- Reebok
- Shiseido
- System
- UNIQLO
- Vivienne Westwood

## Copertine
- Brasile: Vogue - marzo 2009
- Cina: Vogue - novembre 2008
- Corea: Vogue - settembre 2007, gennaio 2009; W - marzo 2009
- Francia: Elle - settembre 2008
- Germania: Maxi - giugno 2008; Amica - settembre 2008
- Giappone: Dazed - maggio 2007, marzo 2008; Spur - ottobre 2007, novembre 2007, agosto 2008; Russh - dicembre 2007, gennaio 2009; Maquia - settembre 2008; Gilfy & Re Dark - autunno/inverno 2008; Gisele - novembre 2008; Elle - dicembre 2008; Numéro - febbraio 2009
- Gran Bretagna: Vogue - giugno 2007, giugno 2008; i-D - maggio 2008, marzo 2009; Pop - settembre 2008; Love - primavera/estate 2009
- Italia: Vogue - novembre 2006, settembre 2007
- Messico: Dia Siete - 2008
- Spagna: Vogue (supplemento) - aprile 2008
- Stati Uniti: Pop - Primavera/Estate 2007; Vogue - Maggio 2007; V Magazine - 2008

## Agenzie
- "Models 1" - Londra
- "Women Management" - New York
- "Why Not Model Agency" - Milano
- "Viva Models" - Parigi
- "De Boekers" - Amsterdam
- "Lora's Modeling Agency"